# Cala des Camps
Cala des Camps (auch Caló des Cans, Caló Camps, Calo’s Cans oder Ca los Camps) ist eine kleine Bucht mit einem schmalen Sandstrand im Nordosten der Baleareninsel Mallorca. Sie befindet sich sieben Kilometer nordwestlich der Kleinstadt Artà.

## Lage und Beschreibung

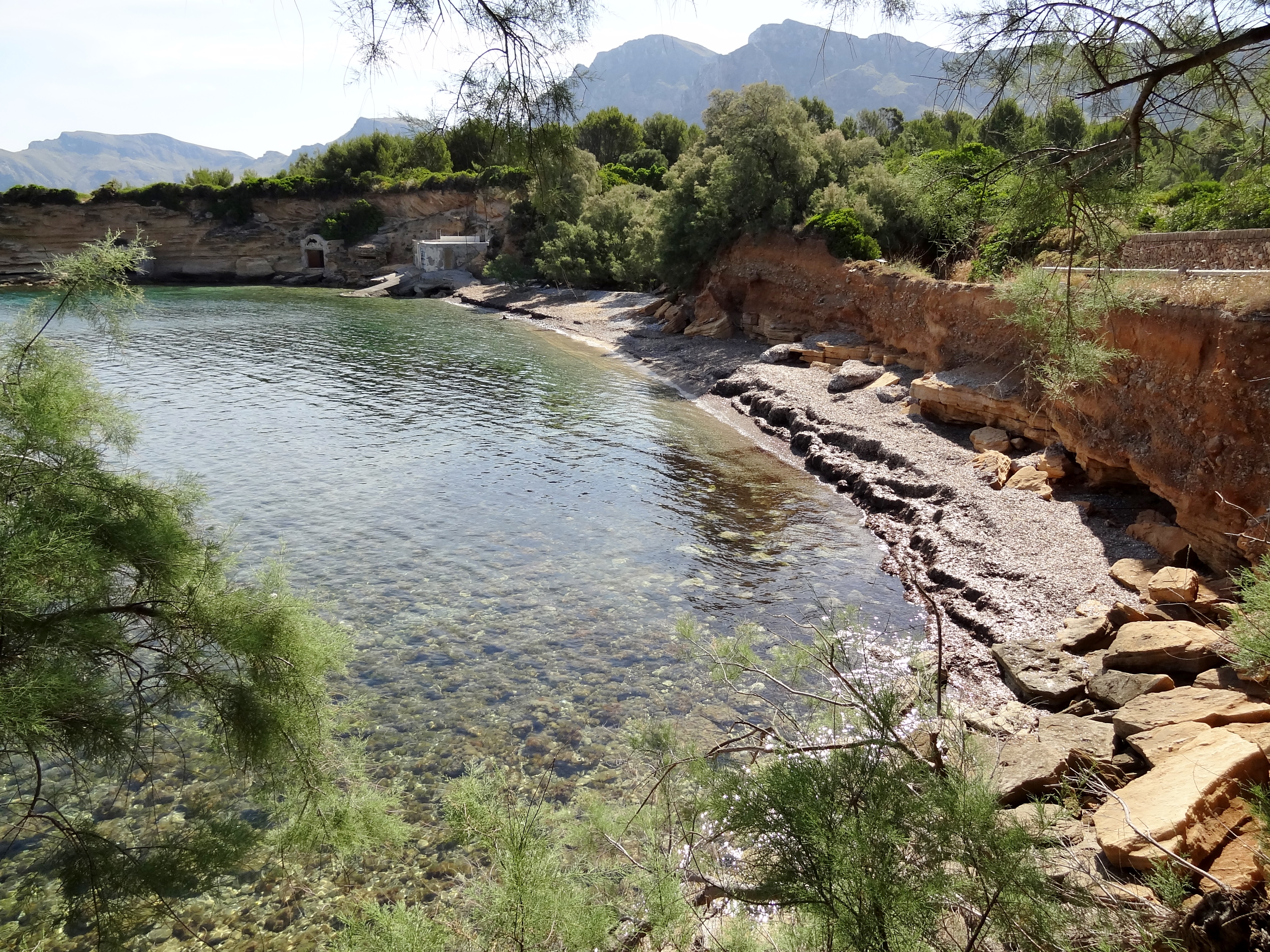
Strand von es Camps

Die Cala des Camps liegt an der Nordküste Mallorcas an der Badia d’Alcúdia (‚Bucht von Alcúdia‘) zwischen dem Ort Colònia de Sant Pere im Südwesten und der Siedlung (Urbanització) Betlem im Nordosten. Die Bucht gehört zum Gemeindegebiet von Artà. An der Nordostseite der Cala des Camps mündet der Sturzbach Torrent des Cocons (auch Torrent de Betlem) ins Mittelmeer, der im Bergland von Artà, einem Teil der Serres de Llevant, an der Font de s’Ermita unweit der Ermita de Betlem entspringt. Obwohl die Quelle ständig Wasser gibt, führt der Torrent infolge der Nutzung zur Bewässerung an seinem Unterlauf nur bei starken Regenfällen Wasser und fällt sonst trocken.
Die Bucht von es Camps reicht etwa 200 Meter ins Inland und ist an ihrem meerseitigen Eingang ungefähr 170 Meter breit. Der Meereseinschnitt wird beidseitig von einer Steilküste geringer Höhe mit Felsen flankiert. An der Südostseite liegt der von Tamarisken und Kiefern umgebene Strand, der meist mit Seegrasablagerungen bedeckt ist. Um die Mündung des Torrent des Cocons ist die Steilküste unterbrochen und der Strand erreicht seine größte Breite. Nördlich der Mündung sind vier Escars, Unterstellplätze für kleine Fischerboote, den Llaüts, an die Uferfelsen gebaut. Zwischen ihnen befindet sich ein Maschinengewehrstand aus der Zeit des spanischen Bürgerkriegs. Der Strand der Cala des Camps wird zwar wenig besucht, ist aber flächenmäßig sehr begrenzt.

## Zugang
Von Colònia de Sant Pere führt eine Straße direkt an der Küste über Son Violí und Son Mascaró in nordöstlicher Richtung nach Cala des Camps, wo die Straße endet. Etwa auf halber Strecke gibt es eine Verbindungsstraße zur MA-3331, der Hauptstraße von Betlem ins Inselinnere. Seit August 2020 dürfen an den letzten 700 Metern zur Bucht nur noch Bewohner der Gemeinde Artà mit ihren Fahrzeugen parken. Die im Nordosten der Cala des Camps gelegene Siedlung Betlem ist mit der Bucht durch einen Wanderweg verbunden.